# Senta Dinglreiter
Senta Dinglreiter (* 31. März 1893 in Fürstenzell; † 14. April 1969 in München) war eine niederbayerische Schriftstellerin. Sie schrieb aus einer überzeugt nationalsozialistischen Perspektive romantisierende Reiseberichte und Romane über die deutschen Kolonien.

## Leben
Senta Dinglreiter stammte aus einem niederbayerischen Bauernhof. Während ihrer Jugend wollte sie die Welt bereisen, musste jedoch auf dem Familienbauernhof mitarbeiten und hatte wenig Zugang zu Bildung. Mit 19 Jahren zog sie nach München und begann eine Ausbildung als Köchin. Danach wurde sie Fotografin, um ihre Reisen zu finanzieren, die schließlich als Vorlage für viele ihrer Bücher dienten. Sie versuchte, ein Fotografiestudio in München zu eröffnen. 1925 reiste sie in die Vereinigten Staaten und verbrachte mehrere Monate in New York, Chicago und Denver. Sie arbeitete als Sekretärin in einer Ingenieursfirma in Chicago und als Dienstmädchen in Denver. Danach reiste sie weiter nach Thailand, Vietnam und Kambodscha.
Dinglreiter trat zum 9. August 1926, mehrere Jahre vor der Machtübernahme Adolf Hitlers, der NSDAP bei (Mitgliedsnummer 45.048). Sie gab im Rahmen der NSDAP Vorträge über ihre Reisen in Afrika und schrieb für die Zeitschriften SA-Mann und Der völkische Beobachter.
Ihren ersten Reisebericht veröffentlichte sie 1932 mit Deutsches Mädel fährt um die Welt. Nach Reisen durch ehemalige deutsche Kolonien in Vorbereitung für das Buch Wann kommen die Deutschen endlich wieder?, das 1935 veröffentlicht wurde, fokussierte sie sich auf Kolonialliteratur. 1938 fuhr sie nach Neuguinea, was ihr Buch So sah ich unsere Südsee inspirierte.
Nach dem Zweiten Weltkrieg wurden ihre Werke in der Sowjetischen Besatzungszone auf die Liste der auszusondernden Literatur gesetzt. Ab den 1950er Jahren veröffentlichte sie wieder Reiseberichte, vor allem aber auch drei Heimatromane über das Leben auf ihrem Heimathof Dinglreit (Ortsteil von Fürstenzell) in drei Generationen.
1969 starb sie in München. Zum 40. Todestag wurde ihre Urne in der Heimatgemeinde beigesetzt. Fürstenzell hat ihr auch den Senta-Dinglreiter-Weg gewidmet.

## Themen
Viele ihrer Texte gehören der deutschen Kolonialliteratur an. Mehrere ihrer Bücher sind Reiseberichte durch ehemalige deutsche Kolonien in Afrika und Asien, so etwa Wann kommen die Deutschen endlich wieder? (1935), Ein Mädel reist durch Afrika (1935) und So sah ich unsere Südsee (1939). Der Roman Deutsche Frau in Afrika (1940) beschreibt die Perspektive einer bayrischen Frau in Deutsch-Südwestafrika und Deutsch-Ostafrika zwischen 1913 und 1938.
Joseph Kebe-Nguema schreibt, mit ihren propagandistischen Werken habe sie versucht, Deutschlands Ruf als Kolonialmacht wiederherzustellen, damit einhergehende koloniale Besitzansprüche rechtzufertigen und Deutschland als „bessere“ Kolonialmacht als Frankreich und Großbritannien darzustellen. Der Titel ihres Reiseberichts Wann kommen die Deutschen endlich wieder? bezieht sich darauf. Kolonialsubjekte würden sich nach der deutschen Kolonialherrschaft zurücksehnen, weil die Deutschen „geborene Kolonialisten“ seien und eine „humane, straffe und gerechte Behandlung“ gegenüber der indigenen Bevölkerung haben walten lassen.
Dabei war es ihr wichtig, die Rolle von weißen deutschen Frauen im Kolonialprojekt hervorzuheben. Dinglreiter stellt weiße deutsche Frauen als Metapher für die Sehnsucht von deutschen Männern in den Kolonien nach „Heimat“ dar. In Deutsche Frau in Afrika schreibt Dinglreiter: „Einer Göttin gleich wurde die weiße Frau in den Kolonien verehrt.“ Frauen in Dinglreiters Kolonialroman, wie üblich in der weiblichen Kolonialliteratur, werden als mutige Frauenfiguren dargestellt, die sich über traditionelle Geschlechternormen hinwegsetzen, etwa indem sie jagen gehen oder für den Erhalt der „Volksgemeinschaft“ der Schutztruppe beitreten, und gegen Sexismus ankämpfen. Oft fassen Frauen Mut durch ihre Ehemänner, gewinnen durch ihren Mut die Anerkennung von Männern und am Ende der Romane heiraten sie.
In vielen Texten verortete sie sich als überzeugte Rassistin, Antisemitin und Nationalsozialistin, etwa in diesem Zitat von 1939: „Ein silbernes Hakenkreuz, das der Boy auf seinem Bastnetz am Rücken trug, blinkte. Mußte ich nicht mit besonderer Freude diesem Zeichen folgen, und war es verwunderlich, wenn ich in den herrlichen Tropenmorgen hineinjauchzte?“ Gruppenbezogene Menschenfeindlichkeit bezieht sich etwa auf jüdische, Schwarze und indigene Menschen sowie auf Chinesen und Kommunisten. Indigene Menschen in den Kolonien werden in ihren Werken entlang kolonialer Rassenideologie als „kindlich“ dargestellt; oft schildert sie, indigene Menschen seien Kannibalen. Kebe-Nguema schreibt, Schwarze Männer werden auch als Gefahr für weiße Frauen dargestellt, beeinflusst von der rassistischen Kampagne Schwarze Schmach. Juden werden als Gefahr für die deutsche Volksgemeinschaft und für die deutschen Siedler in den Kolonien dargestellt. In So sah ich unsere Südsee schreibt sie über chinesische Kommunisten, diese würden „das Chaos auf Erden und die absolute Knechtung der Menschheit“ wollen.
Nach dem Nationalsozialismus schrieb sie die Romantrilogie Brunnöd I und Brunnöd II sowie Da Burgamoasta mit anderer Thematik. Sprachlich überliefert sie hier die Mundart, die zu ihrer Zeit in Fürstenzell gesprochen wurde.

## Werke (Auswahl)
- Deutsches Mädel auf Fahrt um die Welt, Leipzig 1932.
- Wann kommen die Deutschen endlich wieder? Eine Reise durch unsere Kolonien in Afrika, Leipzig 1935.
- Ein Mädel reist durch Afrika: Selbsterlebtes im schwarzen Erdteil. 1935.
- So sah ich unsere Südsee. 1939.
- Deutsche Frau in Afrika, Berlin 1940.
- Im Lande der Pharaonen, Berlin 1941.
- Junge Generation, Berlin 1941
- Ich besah mir die Welt, Biberach a.d. Riss 1954.
- Waldzirkus Kastorelli, Augsburg 1956.
- Da Burgamoasta, Passau 1957.
- Brunnöd 1, Passau 1957.
- Brunnöd 2, Passau 1957.
- Petzi der Bär, Berlin 1962.